# Зеґже-Полудньове
Зеґже-Полудньове (пол. Zegrze Południowe) — село в Польщі, у гміні Непорент Леґьоновського повіту Мазовецького воєводства.
Населення — 897 осіб (2011).
У 1975-1998 роках село належало до Варшавського воєводства.

## Демографія
Демографічна структура станом на 31 березня 2011 року:
|          | Загалом | Допрацездатний вік | Працездатний вік | Постпрацездатний вік |
| -------- | ------- | ------------------ | ---------------- | -------------------- |
| Чоловіки | 422     | 71                 | 306              | 45                   |
| Жінки    | 475     | 76                 | 270              | 129                  |
| Разом    | 897     | 147                | 576              | 174                  |